# Metaseiulus tuttlei
Metaseiulus tuttlei är en spindeldjursart som först beskrevs av Denmark 1982.  Metaseiulus tuttlei ingår i släktet Metaseiulus och familjen Phytoseiidae. Inga underarter finns listade i Catalogue of Life.